# Alor Gajah
Alor Gajah – miasto w Malezji, w stanie Malakka. W 2001 roku liczyło ono 141 850 mieszkańców.